# Arnošt Jiří z Wallisu
Arnošt Jiří Olivier z Wallisu (německy Ernst Georg Olivier Freiherr von Wallis, † 6. září 1689) byl rakouský šlechtic z původně irského rodu Wallisů z Karighmainu, zakladatel starší hraběcí rodové linie a voják císařské armády.

## Život
Narodil se jako syn Oliviera Wallise svobodného pána z Karighmainu (1660-1667) a jeho manželky hraběnky Anežky Marie z Gutensteinu-Hostau.
Pocházel ze starého irského rodu Wallisů (Walshů), jehož jedna větev z důvodu nábožensko-politického pronásledování opustila rodné panství Carighmain (dnes Carrickmines na jižním předměstí Dublinu) a přešla již roku 1612 do císařských služeb.
Sloužil v armádě císaře Leopolda I. a již v sedmnácti letech se stal podplukovníkem ve Strassoldově regimentu. Arnošt Jiří později dosáhl generálské hodnosti.
V roce 1673 poslán na pomoc dánské koruně a se souhlasem císaře vstoupil do dánských služeb a na několik let byl brigádním generálem a plukovníkem u pěších pluků krále Kristiána V.
V roce 1682 se vrátil do rakouských služeb v hodnosti generálmajora a císař jej pověřil velením 47. pěšího pluku. V roce 1683 při obléhání Vídně vedl komando v Rábu. V roce 1684 se stal velitelem pevnosti Satmár, kterou bránil proti nepříteli a dobyl města. Zúčastnil se obléhání a dobytí Pešti a zaútočil na Segedín. Při obléhání Bělehradu utrpěl zranění.
V roce 1686 byl povýšen na polního podmaršála a v roce 1687 působil jako předseda soudu ve věci spiknutí proti císaři v Košicích a Prešově.
Poté sloužil v rýnské armádě a dne 6. září 1689 zemřel slavnou vojenskou smrtí při útoku na obrannou eskarpu při obléhání Mohuče během devítileté války.

### Manželství a potomstvo
Baron Arnošt Jiří Olivier z Wallisu byl ženatý s hraběnkou Annou Magdalenou z Attemsu, která mu dala syny Jiřího Oliviera a Františka Pavla, budoucí hrabata z Wallisu, kteří oba, stejně jako otec, sloužili v rakouské císařské armádě.